# Heterorachis insueta
Heterorachis insueta là một loài bướm đêm trong họ Geometridae.